# Retorsion
Retorsion är en juridisk term för repressalier eller vedergällning för något ont, där den som till exempel uttalat smädeord eller utfört handgripligheter får "svar på tal" eller utsätts för liknande handgripligheter.
I internationell politik är retorsion företagande av en ovänlig men folkrättsligt tillåten handling, vidtagen av en stat mot en annan som svar på en liknande handling från den senares sida.